# 保大 (辽朝)
保大（1121年—1125年二月）是辽朝君主辽天祚帝耶律延禧的第三個年號，也是辽朝最后一个年号。共計5年。

## 改元
- 天慶十一年（1121年）——正月一日，改元保大。[2]
- 保大五年（1125年）——二月二十日，天祚帝被金人完顏婁室捕獲。[3][4]

## 纪年對照表
| 保大 | 元年   | 二年   | 三年   | 四年   | 五年   |
| ---- | ------ | ------ | ------ | ------ | ------ |
| 公元 | 1121年 | 1122年 | 1123年 | 1124年 | 1125年 |
| 干支 | 辛丑   | 壬寅   | 癸卯   | 甲辰   | 乙巳   |

## 同期存在的其他政权年号
- 中國
  - 宣和（1119年－1125年）：北宋—宋徽宗趙佶之年號
  - 永樂（1120年－1121年）：北宋時期—方臘之年號
  - 建福（1122年）：北遼—遼宣宗耶律淳之年號
  - 德興（1122年）：北遼—德妃蕭普賢女之年號
  - 神曆（1123年）：西北遼—梁王耶律雅里之年號
  - 天復（1123年）：奚—回離保之年號
  - 天嗣（1123年）：奚—蕭幹之年號
  - 延慶（1124年－1133年）：西遼—遼德宗耶律大石之年號
  - 天輔（1117年－1123年）：金—金太祖完顏阿骨打之年號
  - 天會（1123年－1137年）：金—金太宗吳乞買、金熙宗完颜亶之年號
  - 元德（1119年－1127年）：西夏—夏崇宗李乾順之年號
  - 文治（1110年－1121年）：大理—段正嚴之年號
  - 嘉永（1122年－1128年）：大理—段正嚴之年號
- 越南
  - 天符睿武（1120年－1126年）：李朝—李乾德之年號
- 日本
  - 保安（1120年－1124年）：鳥羽天皇與崇德天皇之年号
  - 天治（1124年－1126年）：崇德天皇之年号

## 參看
- 中國年號索引
- 其他政权使用的保大年号

## 深入閱讀
- 李崇智. . 北京: 中華書局. 2004年12月. ISBN 7101025129.
- 鄧洪波. . 臺北: 國立臺灣大學東亞經典與文化研究計劃. 2005年3月  [2021-11-27]. ISBN 9789860005189. （原始内容 (pdf)存档于2007-08-25）.

| 前一年號： 天庆 | 辽朝年号 1121年－1125年 | 下一年號： 北遼：建福 西北遼：神曆 西遼：延慶 |